# Богдан, Адам
А́дам Бо́гдан (венг. Bogdán Ádám; род. 27 сентября 1987, Будапешт, Венгрия) — венгерский футболист, вратарь. Выступал за сборную Венгрии.

## Клубная карьера
Начал карьеру в венгерском клубе «Вашаш».
1 августа 2007 года подписал двухлетний контракт с английским клубом «Болтон Уондерерс». В 2009 продлил свой контракт ещё на два года.
В сентябре 2009 года Богдан перешёл в клуб «Кру Александра» на правах аренды сроком на один месяц.
Дебют Богдана за «Болтон» состоялся 24 августа 2010 года в матче против «Саутгемптона» в Кубке Футбольной лиги, завершившемся победой «рысаков» со счётом 1:0. 29 августа 2010 года Богдан дебютировал в Премьер-лиге, сменив в воротах Юсси Яаскеляйнена, который был удалён в матче против «Бирмингем Сити». 11 сентября он впервые вышел на поле в стартовом составе «Болтона» в Премьер-лиге в матче против лондонского «Арсенала». 31 марта 2011 Богдан продлил свой контракт с клубом до 2014 года.
Летом 2015 года присоединился к «Ливерпулю» на правах свободного агента, подписав с командой трёхлетний контракт.
20 июля 2016 года Богдан присоединился к «Уигану» на правах годичной аренды.

## Курьёзные голы
За свою карьеру Адам Богдан «прославился» несколькими пропущенными курьёзными голами.
4 января 2012 года в матче 20 тура против «Эвертона» пропустил гол с чужой половины поля от американского вратаря Тима Ховарда.
8 января 2016 года в матче Кубка Англии против Эксетер Сити на 45-й минуте встречи пропустил мяч, закрученный с подачи углового удара (т. н. «сухой лист») игроком «Эксетера» Ли Холмсом. Матч закончился 2:2 и была назначена переигровка.

## Карьера в сборной
Дебют Богдана за сборную Венгрии состоялся в июне 2011 года в матче против сборной Люксембурга. Богдан провёл на поле полный матч и сохранил свои ворота «сухими».

## Достижения
«Ференцварош»
- Чемпион Венгрии (3): 2020/21, 2021/22, 2022/23
- Обладатель Кубка Венгрии: 2021/22